# Hippolyte edmondsoni
Hippolyte edmondsoni är en kräftdjursart som beskrevs av Hayashi 1981. Hippolyte edmondsoni ingår i släktet Hippolyte och familjen Hippolytidae. Inga underarter finns listade i Catalogue of Life.